# Филимонов, Александр Александрович
Александр Александрович Филимонов (22 марта 1904, Москва, Российская империя — 21 мая 1998) — советский драматург и сценарист.

## Биография
Родился 22 марта 1904 года в Москве. В 1922 году поступил на архитектурный факультет Вхутемаса, который он окончил в 1926 году. В 1926 году поступил на литературное отделение этнологического факультета МГУ, который окончил в 1928 году. Начиная с 1925 года начал свою литературную деятельность, а также сценарную деятельность, написал ряд сценариев как для художественного кино, так и для научного-популярного кино. Прожил очень долгую и плодотворную жизнь, писав произведения фактически до самой смерти.
Скончался в 1998 году.

## Фильмография

### Сценарист
- 1928 —
  - Заводной жук
  - Маленькие и большие
- 1929 — Остров Тогуй
- 1930 —
  - Мировое имя
  - Те, которые прозрели
- 1931 — Бомбист
- 1932 — Крылья
- 1933 — Город под ударом
- 1934 — Весёлая Москва
- 1935 — Космический рейс
- 1939 — Друзья встречаются вновь
- 1940 — Пятый океан
- 1941 — Парень из тайги
- 1946 — Первая перчатка
- 1951 — Незабываемый 1919 год (оригинальный текст — Всеволод Вишневский)
- 1953 — Серебристая пыль (оригинальный текст — Аугуст Якобсон)
- 1956 —
  - Драгоценный подарок
  - Путешествие в молодость
- 1962 — Кольца славы
- 1963 —
  - Генерал и маргаритки
  - Самолёты не приземлились
- 1965 — Хасан Арбакеш (оригинальный текст — Мирзо Турсун-заде
- 1971 — Лада из страны берендеев